# الشفهية

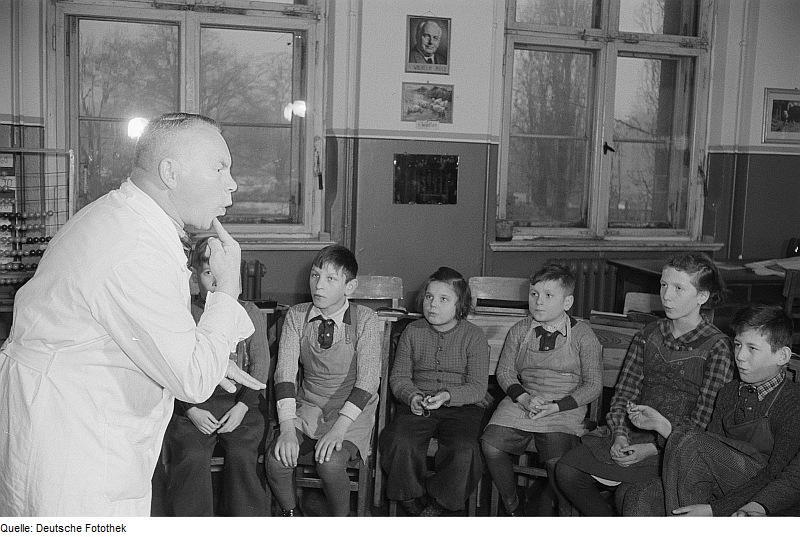

الشفهية: هي تعليم الطلاب الصم من خلال اللغة الشفهية باستخدام قراءة الشفاه والكلام، ومحاكاة أشكال الفم وتنفس أنماط الكلام.[1]وفي أواخر الستينات من القرن التاسع عشر في الولايات المتحدة دخلت الشفهية حيز الاستخدام الشائع. وفي عام 1867، كانت مدرسة كلارك للصم في نورثهامبتون، ماساتشوستس هي أول مدرسة تبدأ التدريس بهذه الطريقة. [2] تميزت الكتابة الشفهية وتناقضها، واليدوية، بشكل مختلف في تعليم الصم، وهي مصدر جدل للمجتمعات المعنية. [3] [4] يجب عدم الخلط بين استخدام لغة الإشارة ولغة التحدث والاستماع، وهي طريقة لتعليم الأطفال الصم الذين يشددون على إدراك الطفل للإشارات السمعية من السمع و / أو زرع قوقعة الاذن. [5]

## نشأة الشفهية

### أوائل القرن السادس عشر
في القرن الثامن عشر في الولايات المتحدة منذ بداية تعليم الصم الرسمي كانت اليدوية والشفهية على طرفي نقيض من النقاش الحاد الذي لا يزال مستمراً حتى يومنا هذا. [2] بدأت الدراسة الشفهية مثل التعليم المنهجي للأشخاص الصم في إسبانيا في منتصف القرن السادس عشر وكانت النتيجة الثانوية للدوافع الاجتماعية والاقتصادية. كما منعت الكنيسة الأشخاص الصم من القربان المقدس لأنهم لم يتمكنوا من الاعتراف بصوت عالٍ. كما تم منع الأشخاص الصم من وراثة ثروة أسرهم. وبالتالي، للحفاظ على ثروة الاسرة، تم إرسال الورثة الصم في إسبانيا إلى بيدرو بونس دي ليون بعد سماع أنه يدرس رجلًا أصم للتحدث في دير سان سلفادور في أونا. [3] وقدمت الشفهية لأعضاء الطبقات المتميزة مع الأطفال الصم وسيلة لتوجيه تعليم أطفالهم وفرصة لإبعادهم عن مجتمع الصم. وقد تم مساواة التحدث مع الطبقات العليا والذكاء العالي، ولغة الإشارة مع الأقل. [3]

### أواخر القرن التاسع عشر

#### المدارس
في سيتنات القرن التاسع عشر قبل أن تقدم مدرسة كلارك للصم (والتي أصبحت الآن مدرسة كلارك للسمع والنطق) وضعت بصماتها على تعليم الصم الأمريكي وكان هناك تأييد شعبي لليدوية. [6] وسرعان ما أصبحت اللغة اليدوية خيارًا أقل شعبية لتعليم الصم بسبب النظرة الداروينية الجديدة. [6] وأصبحت مدرسة كلارك للصم في عام 1867 «خدمة رئيسية» للطلاب الصم من خلال خلق عقلية «تعلم الاستماع». [7] وتم ذلك من خلال التدريب المناسب للمعلمين في التعليم السمعي / الشفهي. [7] ومنذ بدايتها، وسعت وقدمت مدرسة كلارك الدعم للاتصال الشفهي في إطار تعليم الصم والسياسة. [7]

#### سياسات
في أوائل القرن السادس عشر في إسبانيا في ما يتعلق بالشفهية، اعتبر المشاهدون الشفهيون في القرن التاسع عشر اللغة الشفهية شكلاً متفوقًا للتواصل. وكان [2] غاردينر غرين هوبارد، [7] وهوراس مان، [2] وصموئيل غريدلي هاو [2] وألكسندر غراهام بيل [8] من المؤيدين الشعبيين للشك وتأثيره على تعليم وخدمات الصم. وحتى نهاية القرن التاسع عشر، كان العديد من معلمي أمريكا الصم أنفسهم أصماء. [9] ومع ذلك، بدأ المستمعون الشفهيون مثل ألكسندر غراهام بيل في ممارسة نفوذ متزايد. [2] [8] ويعتقد بيل وآخرون في ان الصمم يتماثل مع جلسات استماع رئيسية. [8] كما اعتقد بيل أن لغة الإشارة كانت أداة للسجن وأن استخدامه منع «الحاضن» من أن يكون «أمريكيًا حقيقيًا» [10]. لم يكن لدى بيل أي رأي فيما يتعلق بما إذا كان يجب على الأصم أن يتزوج أم لا. [11] وعلى النقيض من ذلك، سعى علماء تحسين النسل السلبي إلى وقف انتشار «الجينات السيئة» من خلال تدابير اجتياحية مثل الوضع الإلزامي في المؤسسات أو التعقيم. يعتقد بيل أن الشفوية كانت «خيارًا جذابًا للتعقيم» [12] بالنسبة لبيل، كان تطبيق الشفهية يعني إمكانية الحياة السائدة و «الطبيعية» للأفراد الصم. [12]
```
في عام 1878، اجتمع المؤتمر الدولي لتعليم الصم في 
باريس
 لمناقشة استخدام 
لغة الإشارة
 وقضايا أخرى ضمن تعليم الصم. [9] وخلال الاجتماع، لم يُسمح لأعضاء الصم بالاشهاد. وفي عام 1880، اجتمع 
المؤتمر الدولي الثاني لتعليم الصم
 مرة أخرى في 
ميلانو
 مع حضور 164 معلم وأحد الذين حضروا من 
الصمم
. [9] وأنشأ هذا الاجتماع الفصول الدراسية الشفهية فقط لمنع استخدام أي شكل من أشكال لغة الإشارة. [9] بعد مؤتمر ميلانو، أشار مجتمع الصم إلى هذه الفترة في التاريخ على أنها «العصور المظلمة لتعليم الصم في أمريكا». [1] [2]
```

#### قاعة الدراسة
وبحلول منتصف القرن العشرين لم يستطع معلموا السمع من تعليم الإشارة لذلك استبدلوا بمعلمي الصم. واستخدمت ثمانين في المائة من المدارس الثانوية الأمريكية للصم الطريقة الشفهية حصرا. [4] وشهدت بعض الاستراتيجيات، مثل Total Communication أو SimCom، فصول دراسية تم إجراؤها في مزيج من اللغة الإنجليزية المنطوقة والموقعة مع توقيع المعلم على طول، في ترتيب الكلمات الإنجليزية أثناء إلقاء محاضرتهم. على سبيل المثال، "is" "was was" و "the"، والتي لا تستخدم في الإشارة، تم توضيحها من قبل المعلمين باستخدام الأبجدية اليدوية. [4] وتم تعليم الطلاب باستخدام طريقة التعبير، والتي علمتهم كيفية التحدث وقراءة الشفاه. [3] ويعتقد علماء الفلك أن العلامات لم تكن أكثر من إيماءات كلية شاملة، والتي وقفت للكلمات الإنجليزية في المراسلات الفردية. كان يُعتقد أن الجمل في اللافتة ليس لها قواعد. وأظهرت تعابير الوجه، مثل الحركات المبالغ فيها في الفم واللسان والعيون والشفتين، والتي توحي بالتشويش أو العرض العاطفي المفرط، والرعب من سماع الناس. طُلب من الطلاب التوقف عن تحريك وجوههم عندما يأشرون، وهو ما يعادل طلب الاستماع إلى الأشخاص الذين يتحدثون في جمل تعبيرية مفترضة بالرتابة. [3]

### القرن ال 20

#### الحركة نحو اليدوية
على الرغم من عدم السماح للطلاب باستخدام الإشارات اليدوية داخل الفصل، إلا أن العديد من الطلاب الصم يفضلون الإشارات اليدوية ويستخدمونها بشكل متكرر في غرف نومهم في المدارس الداخلية للصم. [1] وقد اعتبر بعض الأطفال الصم «فشلًا شفوياً» لأنهم لم يتمكنوا من التقاط لغة شفوية. واعتقد آخرون أن التقنيات الشفهية قيدتهم فعليا على ما تعلموه لأنه كان عليهم دائمًا التركيز على الطريقة التي تشكلت بها الكلمات وليس ما قصدوه. [1] [2]وجادل قادة الحركة اليدوية، بما في ذلك إدوارد م. جالوديت، ضد تدريس الشفوية لأنه يحد من قدرة الطلاب الصم على التواصل بما كان يعتبر لغتهم الأصلية. [2] وعلاوة على ذلك، «كانت محاولات القضاء على لغة الإشارة بمثابة تجريدهم من هويتهم ومجتمعهم وثقافتهم». [2]

#### تغيير السياسة
وقع سحب القوانين التي تمنع استخدام لغة الإشارة في الفصل الدراسي في عام 2010 مع المؤتمر الدولي حول إيجاد الصم (ICED) في فانكوفر. [9] وخلق الناشطون الصم الجماهيري ولجنة التخطيط التابعة لـ ICED حلاً لتوفير التعليم المناسب للصم على مستوى العالم. [9]

## الممارسات الحديثة
لم تعد تستخدم الشفهية لتعليم اللغة أو التواصل في الولايات المتحدة. ينبع استخدام الوالدين للنهج الشفوي عادةً من الرغبة الأبوية في أن يستخدم طفلهما لغة منطوقة للتواصل مع غالبية السمع. كما أنهم يشعرون أن استخدام اللغة المنطوقة سيزيد من معرفة الأطفال ومهاراتهم اللغوية المكتوبة في الفصل الدراسي. في حين يعتقد بعض الباحثين أن نجاح النهج الشفهي في إعداد الفصل الدراسي لم يتم تقييمه بالكامل، [13] فقد أظهرت الأبحاث الحديثة أن التعليم الشفهي باستخدام لغة الاستماع والتحدث يمكن أن يوفر لمعظم الأطفال الصم مهارات لغوية منطوقة تعادل مهارات أقرانهم السمع. [14

### المدارس الشفهية ومهمتها
الداعم القوي للمدارس الشفوية في الولايات المتحدة هو مؤسسة Oberkotter، التي تتمثل مهمتها في «تمكين الأطفال الصم أو ضعاف السمع للوصول إلى إمكانياتهم الكاملة من خلال توفير القيادة والتمويل في الاستماع واللغة المنطوقة.»[15] ويقدم الدعم المالي للمؤسسات التي تظهر تركيزًا على تطوير المهارات في الاستماع واستخدام اللغة الشفهية للأفراد الصم. ولا يقتصر هذا على المدارس الشفهية نفسها، ولكنه يمتد أيضًا إلى الجامعات وبرامج الدعم الاجتماعي والمراكز الطبية التي تعتبر داعمة لتطوير اللغة المنطوقة للأطفال الصم. تعتقد المؤسسة أن تطوير إتقان اللغة المنطوقة يسمح للأفراد الصم بالوصول إلى إمكانياتهم الكاملة. [16]
مدارس كلارك للسمع والنطق: تركز على مساعدة الأطفال الصم وضعاف السمع على تطوير مهارات التحدث والاستماع باللغة الإنجليزية. وهدف المدرسة هو إعداد الطلاب للإعداد الرئيسي. [7]
مدرسة كليري: تركز على اللغة الإنجليزية كلغة ثانية واللغة الإنجليزية المنطوقة في فصولها الدراسية الابتدائية والمتوسطة والثانوية. ويركز الصف ما قبل الروضة على اللغة الإنجليزية المنطوقة. [17]
مدرسة ممفيس الشفوية للصم: تعليم الأطفال على تنمية مهاراتهم اللغوية المنطوقة والمكتوبة عن طريق تعليم الأطفال باللغة الإنجليزية المنطوقة. [18]
مدرسة Tucker Maxon هي عبارة عن تداخل مبكر للغة المنطوقة ومدرسة تعليمية من الصفوف المبكرة إلى الصف الخامس الابتدائي في بورتلاند، أوريغون.ويشمل التسجيل الأطفال الصم أو ضعاف السمع، وكذلك الأطفال الذين يعانون من السمع النموذجي في بيئة الفصل الدراسي الشاملة والمشاركة المشتركة والفائدة المتبادلة. مهمة المدرسة هي تعليم «الأطفال الصم والسمع للاستماع والتحدث والتعلم وتحقيق التميز معا». [19]

### فعالية
كان هناك تقييمات كمية قليلة فيما يتعلق بالنتائج طويلة المدى للبرامج الشفهية للأفراد الصم، ولكن تلك التي توجد بالفعل تميل إلى دراسة هذا فيما يتعلق بالأطفال الذين زرعوا قوقعة الاذن. وقارنت إحدى الدراسات التطور الإنجليزي للأطفال الصم بزراعة قوقعة الاذن مقابل ما كان يمكن أن يكون التطوير الإنجليزي بدون الزرع. كان النمو الإنجليزي أكبر وأكثر نجاحا بالنسبة للطفل الصم المزروع من نمو الطفل غير المزروع على أساس تنفيذ نموذج تنبؤي. يستخدم النموذج التنبؤي بالعمر والسمع المتبقي وطريقة التواصل التي يستخدمها الطفل للتنبؤ بتطور اللغة. على الرغم من أن الأطفال الصم الذين تم زرعهم يعانون بالفعل من نقص في تطوير اللغة الإنجليزية بالمقارنة مع نظرائهم في السمع، إلا أن الزراعة، في المتوسط، خفضت ما كان يمكن أن يكون أكبر عجزًا لو لم يتم زرع الطفل (بناءً على النموذج التنبئي). يوصي المؤلفون بزراعة القوقعة للطفل في أقرب وقت ممكن. [20]
لم تنظر الدراسات كيف يمكن لطفل غير مزروع يتعرض لغة إشارة وتعليم ثنائي اللغة تطوير مهارات اللغة الإنجليزية فيما يتعلق بتطور السمع للغة الإنجليزية للطفل. وتجد العديد من الدراسات أنه من خلال ضمان وصول طفل أصم إلى لغة الإشارة الأمريكية، فإن أداءهم الأكاديمي العام أفضل من أولئك غير المسجلين. [21]
التواصل في الطلاب الصم دون زراعة القوقعة عادة ما يكون أقل تكرارا وأقل تعقيدا من أقرانهم من نفس العمر. وهذه الاتصالات المعبر عنها أقل وضوحًا من نظائرها السمعية. [22] لغويا، تعتبر هذه الاتصالات نموذجية لمهارات اللغة التي شوهدت في وقت مبكر في نظائرها السمعية. [22] على الرغم من الجهود المبذولة لتشجيع الاعتماد الوحيد على الكلام واللغة المنطوقة في المدارس الشفهية، طور بعض الأفراد الصم أنظمة تسجيل عن طريق الفم فيما بينهم في أماكن غير خاضعة للإشراف. [23] بالإضافة إلى ذلك، يستخدم الأطفال المصابون بالصمم الشفوية في كثير من الأحيان إشارات يدوية في آنٍ واحد أو بالإضافة إلى النطق أثناء الاتصالات التعبيرية في المنزل. [22]
وقد أثارت بعض الدراسات تساؤلات حول دور تطوير مهارات اللغة المنطوقة فيما يتعلق بتطوير مهارات القراءة. وأوضحت إحدى الدراسات على وجه الخصوص أنه في حين أن الأفراد الذين اصيبوا بالصمم قبل تطوير اللغة المنطوقة أظهروا قدرة منخفضة على التمييز بين الخصائص النطقية للغة، فقد أظهروا قدرة متساوية في التعرف وفهم الخصائص الهجائية لما كانوا يقرؤونه. [24] في الواقع، بالمقارنة مع أقرانهم القادرين على السمع، أظهر الأفراد الصم معدل متزايد من مهارات معالجة النصوص المكتوبة كلما تقدموا بالعمر. بشكل عام، قدم هذا البحث دليلاً يتناقض مع الاعتقاد بأن المهارات المنطوقة حاسمة لتطوير مهارات القراءة، ويقترح كذلك أن تتضمن المناهج التعليمية تركيزًا أقوى على بناء الوعي بأشكال اللغة المكتوبة بشكل منفصل عن الجوانب السمعية ذات الصلة. [24]
هناك القليل من الأبحاث الحالية حول الصحة الاجتماعية، والمهنية، والعقلية للأفراد الصم باستخدام الطرق عن طريق الفم بالمقارنة مع أولئك الذين يستخدمون أساليب أخرى في التعليم والاتصال. ومع ذلك، تشير بعض الدراسات إلى أن النتائج العاطفية الاجتماعية للأطفال الصم الذين يستخدمون قوقعة الاذن واللغة المنطوقة أعلى بكثير من أقرانهم من الصم. [25] [26] لم يكن هناك أيضًا مؤشر دقيق لنجاح الشفهية في الفصل الدراسي. [27]

### اجتماعي
من المرجح أن يعاني الأطفال الصم الذين ينشؤون في بيئة شفهية من تأخر في الإدراك والتطور كنتيجة للحرمان من لغة طبيعية موقعة. وإن قرار وضع الطفل في بيئة شفوية، وينبع هذا من ضغط الأبوين ويشعرون بالقيام بذلك من طبيب أو ممارس طبي . يُقال إن الضغط يوضع على الأطفال الصم، حيث يُقال إنهم يشعرون بالحرج إذا لم يتقنوا قراءة الشفاه واللغة الإنجليزية المنطوقة. هذه التأخيرات ليست أكاديمية فحسب، بل اجتماعية أيضًا. قد يشعر الأطفال الصم في وضع شفهي بالاكتئاب والقلق ويتعرضون للوحدة والإحراج نتيجة لهذا الحرمان اللغوي. [27]